# Пам'ятник Гете і Шиллеру
Пам'ятник Гете і Шиллеру (нім. Goethe-Schiller-Denkmal) — подвійна бронзова статуя-памятник у Веймарі на честь письменників Йоганна Воольфґанґа фон Гете та Фрідріха Шиллера, які протягом тривалого періоду проживали у місті. Пам'ятник був встановлений 1 вересня 1857 року перед будівлею Німецького національного театру на честь сторіччя Карла Августа Саксен-Веймар-Ейзенахського, великого герцога.
Над пам'ятником працювали скульптор Ернст Рітшель з помічником Густавом Адольфом Кіцем з Дрездена і ливарник з Мюнхена Фердинанд фон Міллер. Їх імена вигравірувані на зворотному боці пам'ятника: Ernst Rietschel inv. et fec. Dresden 1856, Ferd. v. Miller fudit München 1857. Правими руками великі німці тримають один лавровий вінок, примітно, що обидва поети виконані однакового зросту, хоча Шиллер був на 21 см вищий за Гете. Гете, як старший товариш, поклав на плече Шиллеру ліву руку, в лівій руці Шиллера — паперовий сувій.
Копії пам'ятника встановлені в декількох містах світу: Сан-Франциско (1901), Клівленді (1907), Мілвокі ((1908), Сірак'юсі (1917) та Антіні (2006).